# Запис Николића крушка (Бусиловац)
Запис Николића крушка (Бусиловац) се налази на парцели чији је власник Николић Томислав.

## Локација
| Општина             | Параћин                                                                     |
| Катастарска општина | Бусиловац                                                                   |
| Потес               | Шевариште                                                                   |
| Координате          | 43° 47′ 57″ С; 21° 29′ 50″ И / 43.799300000000002° С; 21.497299999999999° И |
| Надморска висина    | 222m                                                                        |

## Карактеристике
Дендрометријске вредности утврђене на терену и сателитским снимцима:
| Стабло                     | Крушка |
| Висина стабла              | m      |
| Обим дебла                 | m      |
| Пречник крошње             | 11m    |
| Пречник дебла              | m      |
| Висина дебла до прве гране | m      |

## База записа
Запис је у оквиру Викимедија пројекта "Запис - Свето дрво" заведен под редним бројем 0327.